# Новогвінейський папужка
Новогвінейський папужка (Cyclopsitta) — рід папугоподібних птахів родини Psittaculidae. Представники цього роду мешкають в Австралії, на Новій Гвінеї та на сусідніх островах.

## Види
Виділяють два види:
- Папужка чорнощокий (Cyclopsitta gulielmitertii)
- Папужка червонощокий (Cyclopsitta diophthalma)

## Етимологія
Наукова назва роду Cyclopsitta походить від сполучення слів дав.-гр. κυκλωψ — циклоп і ψιττακος — папуга.